# Psámate

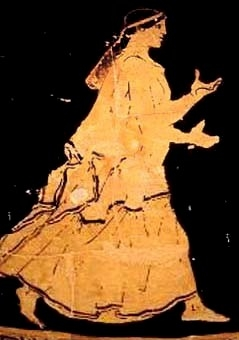
Detalle de un jarrón que representa la lucha entre Peleo y Tetis. Psámate está entre las nereidas que huyen de la pareja.

En la mitología griega, Psámate o Psámata (en griego antiguo: Ψαμάθη o Ψαμάθεια, de ψάμαθος: «arena de la orilla del mar») era una de las cincuenta nereidas y una de las pocas de entre sus hermanas que tiene identidad individual. 

## En Hesíodo
La Teogonía primero dice que Psámate, «de gracioso porte», era hija de Nereo, anciano del mar, y de Doris, una de las oceánides. Más tarde, en el catálogo de diosas que tuvieron amantes mortales, dice que «Psámate, divina entre diosas, parió a Foco en abrazo con Éaco por mediación de la dorada Afrodita». Autores posteriores dicen que Psámate se había transformado en foca para evitar el asedio amoroso de Éaco. Esta peculiar transformación podría valer para explicar la etimología del nombre de Foco («foca»). 

## En Ovidio
Tras la muerte de Foco a manos de sus hermanastros Peleo y Telamón, su padre, Éaco, los desterró de la isla de Egina. Psámate, en venganza por el asesinato de su hijo, envía al rebaño de Peleo un lobo que es descrito como una «bestia enorme», con «grandes mandíbulas asesinas» y «ojos llameantes de fuego rojo». Peleo es informado del lobo por su pastor, y rápidamente comprendió que la desconsolada nereida se estaba vengando de él enviándole esa calamidad. Desesperado, reza a Psámate para que deponga su ira y acceda a perdonarle. Psámate permanece impasible hasta que su hermana Tetis implora su perdón junto a Peleo. En este momento transforma al lobo en lo que Ovidio describe como «mármol». Otra variante refiere que el lobo fue enviado por la «voluntad divina» y finalmente sería transformado en piedra. Y otra variante más dice que el lobo lo envió Psámate pero fue Tetis quien lo petrificó directamente.

## En Eurípides
En la tragedia Psámate aparece como la consorte de Proteo: 
«Proteo, cuando vivía, era el rey de esta tierra, habitaba en la isla de Faros y era soberano de Egipto. Había desposado a una de las doncellas marinas, a Psámate, después de dejar esta el lecho de Éaco. Y engendró dos hijos en su palacio, un varón, Teoclímeno, [llamado así porque honró a los dioses todos los días de su vida], y  una noble doncella, Ido, delicia de su madre mientras fue niña, y a la que, una vez llegada a la edad oportuna para el matrimonio, la llamaron Teónoe, porque sabía las cosas divinas, lo que es y lo que será, prestigios heredados de su abuelo Nereo». 